# Сюзан Б. Антъни
Сюзан Браунел Антъни (на английски: Susan B. Anthony) е изтъкната американска активистка за граждански права, изиграла през 19 век централна роля в движението за права на жените за въвеждане на гласоподавателни права на жените в САЩ. Заедно с Елизабет Кейди Стантън основава Женското движение на въздържателите и Национална асоциация за правото на жените да гласуват. Съоснователка на журнала за права на жените Революцията (The Revolution). Пътувайки из САЩ и Европа Антъни изнасяла средно между 75 и 100 речи на година. Тя е една от най-важните застъпнички на правата на жените, спомогнала за признаването и институционализирането им от американското правителство.